# Katkar
Katkar es una  ciudad censal situada en el distrito de Palghar en el estado de Maharashtra (India). Su población es de 11398 habitantes (2011). Se encuentra a 71 km de Thane y a 12 km de Palghar.

## Demografía
Según el censo de 2011 la población de Katkar era de 11398 habitantes, de los cuales 6426 eran hombres y 4972 eran mujeres. Katkar tiene una tasa media de alfabetización del 84,55%, superior a la media estatal del 82,34%: la alfabetización masculina es del 90,44%, y la alfabetización femenina del 76,73%.